# Guinobatan (Albay)
Guinobatan is een gemeente in de Filipijnse provincie Albay op het eiland Luzon. Bij de laatste census in 2007 had de gemeente ruim 74 duizend inwoners.

## Geografie

### Bestuurlijke indeling
Guinobatan is onderverdeeld in de volgende 44 barangays:
| - Agpay - Balite - Banao - Batbat - Binogsacan Lower - Binogsacan Upper - Bololo - Bubulusan - Calzada - Catomag - Doña Mercedes - Doña Tomasa - Ilawod - Inamnan Grande - Inamnan Pequeño | - Inascan - Iraya - Lomacao - Maguiron - Maipon - Malabnig - Malipo - Malobago - Maninila - Mapaco - Marcial O. Rañola - Masarawag - Mauraro - Minto - Morera | - Muladbucad Grande - Muladbucad Pequeño - Ongo - Palanas - Poblacion - Pood - Quibongbongan - Quitago - San Francisco - San Jose - San Rafael - Sinungtan - Tandarora - Travesia |

## Demografie
Guinobatan had bij de census van 2007 een inwoneraantal van 74.386 mensen. Dit zijn 3.315 mensen (4,7%) meer dan bij de vorige census van 2000. De gemiddelde jaarlijkse groei komt daarmee uit op 0,63%, hetgeen lager is dan het landelijk jaarlijks gemiddelde over deze periode (2,04%). Vergeleken met de census van 1995 is het aantal mensen met 8.874 (13,5%) toegenomen.

De bevolkingsdichtheid van Guinobatan was ten tijde van de laatste census, met 74.386 inwoners op 244,43 km², 304,3 mensen per km².

## Geboren in Guinobatan
- Gerardo Ocfemia (23 april 1898), plantenpatholoog (overleden 1959);